# Třetí kniha džunglí
Třetí kniha džunglí je čtvrté album brněnské rockové skupiny Progres 2. Jedná se o dvojalbum, studiovou verzi stejnojmenného tematického koncertního provedení, které Progres 2 hráli na začátku 80. let 20. století. Album bylo vydáno v roce 1982 (viz 1982 v hudbě).

## Popis alba a jeho historie
Po úspěšném projektu rockové opery Dialog s vesmírem, který byl završen vydáním studiového alba v roce 1980, stála skupina Progres 2 před otázkou, jak pokračovat dále. V té době rovněž nastala změna v obsazení, klávesistu Karla Horkého, který se chtěl věnovat studiu, nahradil Roman Dragoun. Bubeník a lídr kapely Zdeněk Kluka prosazoval pro další projekt téma Knih džunglí, což se však nelíbilo kytaristovi Pavlu Váněmu, neboť na toto téma nahrála skupina již album Mauglí (1978). Kvůli tomuto, ale i kvůli dalším neshodám s Klukou Pavel Váně ze skupiny ještě v roce 1980 odešel.
Zdeněk Kluka nakonec svoji vizi prosadil a postupně tak vznikl tematický projekt Třetí kniha džunglí s texty Vladimíra Čorta. Projekt nebyl dějově nijak propojen s původním Kiplingovým dílem, na pozadí džungle a města byl vytvořen konflikt člověka s odlidštěnou civilizací. Nejedná se tak o rockovou operu, ale spíše koncepční album o jednom tématu.
S audiovizuálním koncertním provedením vystupovali Progres 2 v letech 1981 až 1983, premiérové představení byl odehráno 30. května 1981 v Brně. Ještě v tomtéž roce nahráli i studiovou verzi, která vyšla jako dvojalbum v roce 1982.
Zatímco v případě Dialogu s vesmírem nastaly při vydání alba problémy s texty některých skladeb (ačkoliv na koncertech zněly v původní verzi bez problémů), u Třetí knihy džunglí vadil cenzorům navrhovaný přebal, který tak musel být změněn. Album s původním obalem vyšlo až v roce 1992.

## Vydávání alba
Dvojalbum Třetí kniha džunglí vyšlo v roce 1982 ve vydavatelství Panton. Následující rok byla vydána i exportní verze pod názvem The Third Book of Jungle s anglicky zpívanými texty. Reedice české verze (s původně navrženým přebalem) vyšla v roce 1992 u Bob J Production.
Na CD vyšla Třetí kniha džunglí poprvé v roce 1992, stejně jako LP u Bob J Production s původním přebalem, ale zároveň mírně zkrácená tak, aby se vešla na jedno CD. V roce 2001 byla vydána u Sony Music/Bonton. Tato reedice obsahuje dva disky s českou i anglickou verzí alba. Třetí edice na CD vyšla v roce 2007 ve vydavatelství FT Records (pouze česká, mírně zkrácená verze na jednom disku, druhý disk je bonusový se singlem „Člověk stroj“ a záznamem části koncertního provedení Třetí knihy džunglí a původní obal). Další reedice alba, ve verzích 2LP, 2CD a pro stažení, vyšla i s bonusy v březnu 2021 ve vydavatelství Supraphon.

## Seznam skladeb

### Původní verze (1982)
Disk 1
1. „Já“ (Kluka, Morávek/Čort) – 5:42
2. „Setkání“ (Kluka/Čort) – 5:21
3. „Kdo jsem?“ (Morávek/Čort) – 4:10
4. „Svět džungle“ (Dragoun/Čort) – 7:47
5. „Zákon“ (Kluka, Morávek/Čort) – 5:09
6. „Opičí národ“ (Kluka) – 1:09
7. „Strach“ (Morávek/Čort) – 7:32
8. „Ztracený ráj“ (Kluka/Čort) – 4:53

Disk 2
1. „Muž, který se podobá odvrácené straně Měsíce“ (Dragoun/Čort) – 6:47
2. „Neznámé nevpouštěj dál“ (Kluka/Čort) – 4:46
3. „V ráji století“ (Kluka) – 5:29
4. „Reklamní suita“ (Kluka/Čort) – 2:19
5. „S maskou a bez masky“ (Kluka, Dragoun) – 4:55
6. „To já se vracím“ (Pelc/Čort) – 4:44
7. „Ozvěny“ (Morávek) – 2:31
8. „Čím je svět můj“ (Morávek/Čort) – 9:09

### CD verze (2001)
Disk 1
1. „Já“ (Kluka, Morávek/Čort) – 5:42
2. „Setkání“ (Kluka/Čort) – 5:21
3. „Kdo jsem?“ (Morávek/Čort) – 4:10
4. „Svět džungle“ (Dragoun/Čort) – 7:47
5. „Zákon“ (Kluka, Morávek/Čort) – 5:09
6. „Opičí národ“ (Kluka) – 1:09
7. „Strach“ (Morávek/Čort) – 7:32
8. „Ztracený ráj“ (Kluka/Čort) – 5:24
9. „The Son of Stars“ (Kluka, Morávek/Čort) – 5:34
10. „The Encounter“ (Kluka/Čort) – 5:27
11. „Who Am I?“ (Morávek/Čort) – 4:12
12. „The World Of Jungle“ (Dragoun/Čort) – 7:46
13. „The Law“ (Kluka, Morávek/Čort) – 5:08
14. „The Fear“ (Morávek/Čort) – 7:26

Disk 2
1. „Muž, který se podobá odvrácené straně Měsíce“ (Dragoun/Čort) – 6:48
2. „Neznámé nevpouštěj dál“ (Kluka/Čort) – 4:46
3. „V ráji století“ (Kluka) – 5:29
4. „Reklamní suita“ (Kluka/Čort) – 2:19
5. „S maskou a bez masky“ (Kluka, Dragoun) – 4:55
6. „To já se vracím“ (Pelc/Čort) – 4:44
7. „Ozvěny“ (Morávek) – 2:31
8. „Čím je svět můj“ (Morávek/Čort) – 9:09
9. „The Lost Paradise“ (Kluka/Čort) – 4:52
10. „A Man That Looks Like the Dark Side of the Moon“ (Dragoun/Čort) – 6:48
11. „Ready for Sale“ (Kluka/Čort) – 4:45
12. „The Advertising Suite“ (Kluka/Čort) – 2:16
13. „Coming Back“ (Pelc/Čort) – 4:44
14. „What Is My World“ (Morávek/Čort) – 8:39

### CD verze (2007)
Disk 1
1. „Já“ (Kluka, Morávek/Čort) – 3:42
2. „Setkání“ (Kluka/Čort) – 6:48
3. „Kdo jsem?“ (Morávek/Čort) – 4:11
4. „Svět džungle“ (Dragoun/Čort) – 7:03
5. „Zákon“ (Kluka, Morávek/Čort) – 5:08
6. „Opičí národ“ (Kluka) – 1:15
7. „Strach“ (Morávek/Čort) – 7:02
8. „Ztracený ráj“ (Kluka/Čort) – 5:15
9. „Muž, který se podobá odvrácené straně Měsíce“ (Dragoun/Čort) – 6:46
10. „Neznámé nevpouštěj dál“ (Kluka/Čort) – 4:45
11. „V ráji století“ (Kluka) – 5:27
12. „Reklamní suita“ (Kluka/Čort) – 2:13
13. „S maskou a bez masky“ (Kluka, Dragoun) – 3:57
14. „To já se vracím“ (Pelc/Čort) – 4:42
15. „Ozvěny“ (Morávek) – 2:30
16. „Čím je svět můj“ (Morávek/Čort) – 8:38

Disk 2
1. „Člověk stroj“ (Pelc/Čort) – 4:37
2. „Že tvých vlasů v ní se dotýkám“ (Dragoun/Čort) – 4:53
3. „Muž, který se podobá odvrácené straně Měsíce /live/“ (Dragoun/Čort) – 6:15
4. „Neznámé nevpouštěj dál /live/“ (Kluka/Čort) – 4:46
5. „V ráji století /live/“ (Kluka) / „Reklamní suita /live/“ (Kluka/Čort) / „S maskou a bez masky /live/“ (Kluka, Dragoun) – 11:54
6. „To já se vracím /live/“ (Pelc/Čort) – 5:22

## Obsazení
- Progres 2
  - Miloš Morávek – elektrická kytara, vokály
  - Pavel Pelc – baskytara, klávesy, vokály
  - Roman Dragoun – klávesy, perkuse, vokály, zpěv
  - Zdeněk Kluka – bicí, perkuse, zobcová flétna, vokály, zpěv